# János Thuróczi
János Thuróczi – XV-wieczny węgierski kronikarz, syn Pétera Turócziego z Szentmihály, protonotariusz Królestwa Węgier. W 1470 r. wziął udział w konwencie komitatu Turóc, gdzie pełnił funkcję świeckiego sekretarza. Wybitny prawoznawca, mówca i historyk swoich czasów.

## Życiorys
Na temat jego życia mamy mało informacji. Urodził się w górnowęgierskiej rodzinie posiadaczy ziemskich, zaliczających się do średniej szlachty. Jego żyjący w XIII wieku przodek, komes András, otrzymał w darowiźnie od króla wieś Nádasér, położoną w komitacie Turóc. W czasie panowania Zygmunta Luksemburskiego jego wuj András Nádaséri służył na królewskim dworze i tam otrzymał nazwisko András Turóczi. Jego samego źródła wspominają po raz pierwszy w 1459 roku. Na temat jego nauki również nic nie wiemy. Wiedzę prawniczą i znajomość łaciny mógł uzyskać w którejś ze szkół kościelnych. Nie ma śladu po tym, że mógł studiować na którymś z zagranicznych uniwersytetów. Robił świecką karierę prawniczą: w 1465 roku działał jako prokurator i adwokat klasztoru norbertanów w Ipolyságu w procesie przed nadwornym sędzią królewskim (judex curiae regiae), w 1467 roku był sekretarzem nadwornego sędziego królewskiego, potem od 1470 roku w miejscu wiary publicznej w Ipolyságu, od 1475 roku znowu działa w urzędzie nadwornego sędziego, a w 1486 roku zostaje protonotariuszem (węg. ítélőmester), czyli urzędnikiem zajmującym się redagowaniem wyroków i innych orzeczeń sądowych u Tamása Drágiego, naczelnika urzędu sędziowskiego prawnego przedstawiciela króla (węg. királyi személynök). Po raz ostatni w 1488 roku, roku wydania jego książki, imię jego pojawia się w źródłach, stąd jest prawdopodobne, że umarł przed latem 1489 roku. Jego dzieło nosi tytuł Chronica Hungarorum i jest znane jako Kronika Thurócziego.

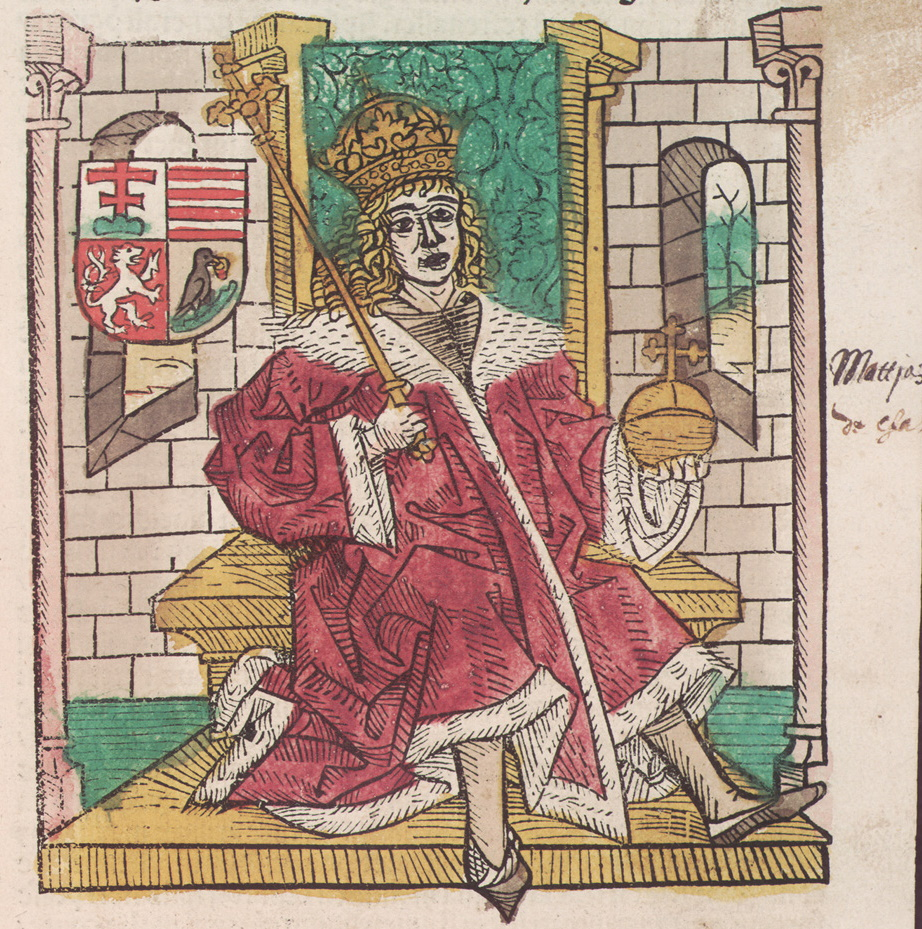
Król Maciej Korwin na ilustracji z Kroniki Thurócziego

Jego urzędowi zwierzchnicy (László Hásságyi i Tamás Drági) zachęcili go około roku 1480 do napisania historii dawnych Węgrów. Najpierw na podstawie wierszowanego dzieła Lorenzo de Menaciego, XIV–XV-wiecznego posła weneckiego, napisał dzieje Karola III. Następnie dokonał przeróbki pisemnej spuścizny powstałych w XIV wieku Kroniki Ilustrowanej i Kroniki Budzińskiej, polegającej głównie na poszerzeniu rozdziałów dotyczących historii Hunów i Scytów na podstawie dzieł papieża Piusa II i florenckiego biskupa Antoninusa. W tym czasie przebadał też dzieła historyczne powstałe we wczesnym średniowieczu. Oprócz dziejów Karola III dołączył do nich dzieło na temat Ludwika I autorstwa Jánosa Kükülleiego, archidiakona Küküllő. Zdarzenia z lat 1386–1470 opisał samodzielnie i jest to, z historycznego punktu widzenia, najważniejsza część jego pracy. Na końcu dodaje do niej jako załącznik „Żałobną pieśń” mistrza Rogera. Dzieło, noszące tytuł Chronica Hungarorum, ilustrowane drzeworytami, wydrukowano 20 marca 1488 roku w Brnie, a potem w Augsburgu, jako drugą książkę, po Kronice Budzińskiej, zajmującą się historią Węgier. Pierwsze wydanie zadedykował Tamásowi Drágiemu, a drugie królowi Maciejowi. W wydaniu pomagało dwóch budzińskich księgarzy, Tibold (Theobald) Feger i György Ruem oraz Erhard Ratdolt.

## Wydania dzieła
- Chronica Hungarorum, Augsburg, Brno, 1488. OSZK
- A magyarok krónikája, Helikon Könyvkiadó, Budapest, 1986, ISBN 963-207-703-2.
- A magyarok krónikája és Siralmas ének (Rogerius mester), Osiris Kiadó, Budapest, 2001, ISBN 963-389-129-9.
- MVGYOSZ hangoskönyv

## Literatura
- Kaszák József: Thuróczy János élete és krónikája, Stephaneum Nyomda, Budapest, 1906.
- Mályusz Elemér: Thuróczy János krónikája és a Corvina, Akadémia Kiadó, Budapest, 1966.
- Mályusz Elemér: A Thuróczy-krónika és forrásai, Akadémia Kiadó, Budapest, 1967.
- Tolnai világlexikona
- A Pallas nagy lexikona